# Filosoma
La larva filosoma es la etapa larval de las langostas del infraorden Achelata (Palinuridae, Scyllaridae y Synaxidae), y representa uno de los caracteres más significativos que unifica estos crustáceos tan diversos  Su cuerpo es notablemente delgado, plano, y transparente; por lo que las larvas filosoma también son conocidas como cangrejo de cristal y camarón de cristal.
La larva filosoma tiene una larga vida planctónica antes de sufrir la metamorfosis hacia la etapa puerulus, que es la etapa de transición de una vida planctónica a una existencia bentónica  A pesar de la importancia de la supervivencia larval para predecir el reclutamiento en especies de interés comercial, todavía existen muchas incógnitas por resolver sobre la biología de larvas filosoma .
Incluso aunque la sistemática de los adultos es bien conocida, los estudios sobre la larva filosoma han sido escasos dada la larga duración de su fase larvaria, que hace difícil el criarlas en el laboratorio . A pesar de la talla relativamente grande de estas larvas y su rápido reconocimiento en la clasificación de muestras de plancton, hay grandes dificultades en la correcta identificación de los ejemplares debido a la carencia de descripciones detalladas y específicas. Esfuerzos recientes para identificar larvas filosoma mediante técnicas moleculares han proporcionado nuevos datos sobre la ecología y la distribución de Scyllarus pygmaeus .